# Iven Reventlow
Iven Reventlow (* um 1495; † um den 25. Oktober 1569; begraben in Lebrade) war Berater mehrerer dänischer Könige und schleswig-holstein-gottorfischer Herzöge.

## Leben und Wirken
Iven Reventlow war ein Sohn von Joachim Reventlow († 1519) auf Rixdorf und Schloss Gram aus dem holsteinischen Rittergeschlecht Reventlow und dessen Ehefrau Abel, geborene von Buchwaldt († nicht vor 1519). Der Großvater mütterlicherseits war Detlev von Buchwald auf Waterneverstorf, Sierhagen und Borstel. Sein vermutlich älterer Bruder Detlev wurde 1535 der erste evangelische Bischof von Lübeck.
Reventlow ist erstmals 1518 erwähnt, als er den Ehevertrag von Herzog Friedrich I. und Sophia von Pommern mit besiegelte. Die Tatsache, dass er bereits in jungen Jahren derartige Aufgaben übernahm, spricht dafür, dass er aufgrund seiner Abstammung – sein Bruder ist bereits 1515 in herzoglichen Diensten erwähnt – schnell in den führenden Gremien der Ritter und Persönlichkeiten im Umfeld des Landesherren saß. Spätestens ab 1523 galt er als Ritter.
1523 huldigte Reventlow dem inzwischen zum König von Dänemark gekrönten Friedrich I. auf dem Gottorfer Schloss. Danach arbeitete er als dessen Rat und schloss sich dem Gefolge seines Sohnes Christian an, das 1523 Kopenhagen belagerte. In den Folgejahren übernahm er mehrere Stellen als Amtmann:
- 1526–1530 Segeberg
- 1533/34: Gottorf
- 1533–1537: Tondern
- 1539–1546: Flensburg
- 1535–1563: Osterland Föhr als Pfandbesitz

Ab 1533 arbeitete Reventlow für Christian III. als Rat in Belangen der Herzogtümer Schleswig und Holstein. Hin und wieder übernahm er diplomatische Aufträge. Dazu gehörten 1533 der Abschluss eines Bündnisses mit den Niederlanden in Gent. 1542 verhandelte er mit den Herzögen von Pommern. 1538 übernahm er die Vertretung seines Vetters Johann Rantzau als Statthalter in den Herzogtümern.
Ab 1543 führte Reventlow als Landmarschall die schleswig-holsteinischen Ritterschaft auf den Landtagen an. In dieser Position wehrte er sich gemeinsam mit Johann Rantzau gegen die Pläne König Christians, die Herzogtümer mit seinen Brüdern zu teilen. Der der König setzte die Landesteilung trotzdem 1544 um. Iven Reventlow, Johann Rantzau und Volf Pogwisch verweigertem den ihnen abverlangten Eid. Im November 1545 mussten sie auf dem Landtag von Schleswig erkennen, dass auch die gemeinsame Regierung der Herzogtümer durch Räte nicht weiter bestehen würde. Rantzau und Reventlow legten daher ihre Ämter nieder und kündigten dem König ihre als Räte geschworenen Eide.
Aufgrund der Auseinandersetzung mit dem König musste Reventlow im Januar 1546 das Amt Flensburg abgeben. Er wechselte umgehend als Rat zu dem Bruder des Königs, Herzog Hans dem Älteren. Dieser gab ihm von 1546 bis 1560 das Amt Rendsburg und von 1550 bis 1557 Fehmarn als Lehen. Insbesondere in den ersten zehn Jahren von Hans’ Regentschaft war er der wichtigste Berater des Herzogs. Offensichtlich vertraute Hans der Ältere Reventlow besonders, denn er übertrug ihm alle Geldgeschäfte beim Kieler Umschlag. Von 1546 bis 1547 ließ er ihn auch mit Christian III. über die Voraussetzungen für die Belehnung mit dem Herzogtum Schleswig verhandeln, die zunächst nicht erfolgte. Von 1549 bis 1554 vertrat Reventlow als Statthalter den Herzog, wenn dieser länger abwesend war.
1559 kämpfte Reventlow bei dem Feldzug des dänischen Königs und seines Herzogs gegen Dithmarschen. Dabei erlitt er eine Fußverletzung. Wohl aufgrund des hohen Alters übertrug er seinen Besitz 1561 an die Söhne Detlev und Otto. Es handelte sich um das Gut Rixdorf, das sein Bruder 1520 an ihn abgetreten hatte, und das Gut Schönweide, das er von Johann Rantzau gekauft hatte. 1542 hatte es hierzu eine gegen Reventlow vorgebrachte Anklage vor dem Reichskammergericht gegeben, die erfolglos endete. Zu seinen weiteren Besitztümern gehörten zwischenzeitlich die Güter Lammershagen, Stocksee und Littewitt und ab 1543 das Dorf Stellböken.
Aufgrund fehlender Quellen kann die Persönlichkeit Reventlows nur schwer eingeschätzt werden. Mit seinen politischen Aktivitäten gehörte er neben Johann Rantzau zu den wichtigsten Akteuren der Ritterschaft in Schleswig-Holstein. Hans der Ältere sagte über Reventlow, dass diesem bewusst sei, was das Beste für den Herzog sein und eine gute Aufsicht führen würde.

## Familie
Reventlow heiratete um 1518 Anna von Ahlefeldt (* 27. April 1488; † 1530), deren Eltern Hinrich von Ahlefeldt († 1530) auf Törning und Pronstorf und Catharina von Buchwaldt waren. Das Ehepaar hatte vier Töchter und zwei Söhne.
In zweiter Ehe heiratete Reventlow Anna von Buchwaldt († 1546). Sie war eine Tochter von Otto von Buchwaldt († nicht vor 1536) auf Wensin und dessen Ehefrau Benedicte Rantzau. Aus dieser Ehe gingen eine Tochter und ein Sohn hervor.
In dritter Ehe heiratete Reventlow Margarete Rantzau. Sie war eine Tochter von Otto Rantzau († 1511) auf Bülk und dessen Ehefrau Anna Breide († um 1550). Aus dieser Ehe gingen zwei Töchter und der Sohn Otto Reventlow († 1618) hervor. Dieser lebte auf Schönweide, später auf Waterneversdorf, Lammershagen, Wittenberg und Futterkamp und stiftete das Reventlow-Grabmal in der St. Michaeliskirche Lütjenburg.
In vierter, kinderloser Ehe heiratete Reventlow Margarete Rantzau († 1594). Sie war eine Tochter von Claus Rantzau († 1542) auf Rastorf und dessen Ehefrau Catharina († um 1577).